# Умовна збіжність
Ряд {\displaystyle \sum _{n=0}^{\infty }a_{n}} називається умовно збіжним, якщо він збіжний, але не абсолютно збіжний, тобто сума {\displaystyle \lim _{m\to \infty }\sum _{n=0}^{m}a_{n}} існує (і скінченна), але {\displaystyle \sum _{n=0}^{\infty }|a_{n}|=\infty }.

## Приклади
Прості приклади рядів, що умовно збігаються, дає ознака збіжності Лейбніца: це знакопереміжнні ряди які складаються з членів, що спадають за абсолютною величиною та прямують до нуля.
Наприклад, ряд
{\displaystyle \sum _{n=1}^{\infty }{\tfrac {(-1)^{n}}{n}}}
є збіжним лише умовно, оскільки ряд із його абсолютних величин — гармонічний ряд — є розбіжним.

## Властивості
- Якщо ряд умовно збіжний, то ряди, складені з його додатних і від'ємних членів є розбіжними.
- Шляхом зміни порядку членів умовно збіжного ряду, можна одержати ряд, що збігається до будь-якої наперед заданої суми чи є розбіжним (теорема Рімана).
- При почленному множенні двох умовно збіжних рядів, результат може бути розбіжним рядом.

## Варіації і узагальнення
- Поняття умовної збіжності природно узагальнюється на ряди векторів, нескінченні добутки, а також на невласні інтеграли.